# کارل فریدریش
کارل فریدریش  (انگلیسی: Charles Frederick, Duke of Holstein-Gottorp؛ زاده ۳۰ آوریل ۱۷۰۰ درگذشته ۱۸ ژوئن ۱۷۳۹) یک نجیب‌زادهٔ اهل آلمان بود.